# Frédéric Mistral
Frédéric Mistral (Maillane (Bouches-du-Rhône), 1830. szeptember 8. – Maillane, 1914. március 25.) okcitán nyelvű francia író, szótáríró, a Félibrige alapító tagja, irodalmi Nobel-díjas. Nevének provanszál alakja Frederi Mistral (/Mistrau) vagy Frederic Mistral (/Mistrau).

## Élete

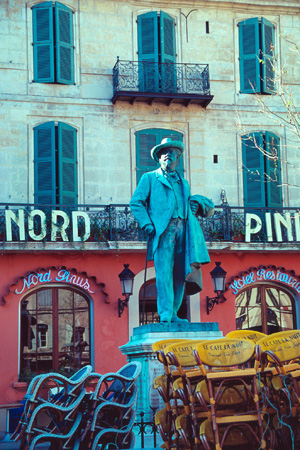
Frédéric Mistral szobra Arles-ban

Mistral jó anyagi helyzetű gazdálkodócsaládban született. Szülei, François Mistral és Adélaide Poulinet Provence legrégebbi családjaiból származtak. Mistral a Frédéric keresztnevet egy „szegény kisfiú” emlékére kapta, aki „abban az időben, amikor édesapám és édesanyám beszélgettek szívesen vállalta a szerelmi üzenetvivő szerepét, és aki kevéssel azután napszúrásban meghalt”. Mistral csak kilencévesen kezdett iskolába járni. Miután Nîmes-ben leérettségizett, 1848 és 1851 között jogot tanult Aix-en-Provence-ban, és akkor bűvölte el a provanszál nyelv, „a civilizált Európa első irodalmi nyelve”. Jogi tanulmányai során felvette a Provence történelme tantárgyat. Kitűzött célja lett felébreszteni a provanszálokban a faji érzést (le sentiment de race), hogy visszaállítsa az ország természetes és történelmi nyelvét, hogy az isteni költészet lángját gyújtsa a provanszál nyelvben. Mistral számára a faj (race) szó azokat az embereket jelentette, akiket közös nyelv köt össze, akik ugyanabban az országban és történelemben gyökereznek.
Mistral 1904-ben kapta meg az irodalmi Nobel-díjat, José Echegaray-al együtt. A díj összegét az arles-i Museon Arlaten alapítására fordította.

## Félibrige
Maillane-ban Mistral szövetkezett Roumanille költővel a provanszál nyelv megújítására. Vele és másik öt költővel megalapították a Félibrige-et, amelynek a célja a nyelv ügyének előmozdítása volt. Mozgalmukat Szent Estelle védőszárnya alá helyezték.
A hét alapító Jóusè Roumaniho, Frederi Mistral, Teodor Aubanel, Ansèume Matiéu, Jan Brunet, Anfos Tavan és Pau Giera volt. A Felibrige még napjainkban is egyike a 32 okcitán nyelvű départament kevés megmaradt kulturális szervezetének.
Életművével Mistral újjáélesztette a provanszál nyelvet azzal, hogy az epikus költészet legmagasabb csúcsaira juttatta el: művének minőségét a legmagasabb körök ismerték el. Mistral vállalta a szótárírás aprólékos munkáját is, és modern trubadúrként dalszövegeket is írt.

## Szótárírói munkássága
Mistral műve a Lou Tresor dóu Felibrige ou Dictionnaire provençal-français (1878–1886), vagyis a provanszál–francia szótár, amely mind a mai napig az okcitán nyelv leggazdagabb szótára, és a leghasználhatóbb, ami az értelmezés pontosságát illeti. Ez egy kétnyelvű okcitán-francia szótár, két vaskos kötetben, amely tartalmazza az okcitán nyelv összes nyelvjárását.

## Mireille
Fő műve a Mirèio (Mireille), amely 1859-ben nyolcévi alkotó munka után jelent meg. Tárgya Vincent és Mireille, a szép provence-i lány szerelme. Charles Gounod 1863-ban operát írt belőle.
Mistral nemcsak hogy felhasználja az alkalmat, hogy a provanszál nyelv ügyét előremozdítsa, de a tartomány kultúráját is bemutatja, különösen Saintes-Maries-de-la-Mer vidékét.
Születésének centenáriumán Jean Carrère ezt írta róla: „Amióta a XIII-ik században a katharok elleni kereszteshadjárat következtében Észak-Franciaország meghódította Dél-Franciaországot, a troubadúrok lírája úgyszólván teljesen elhallgatott: a déli dialektusok népi tájszólásokká süllyedtek, amelyeket a műveltebb osztályok s a költők is az északi franciával cserélték fel. Mindez egyszerre megváltozott, amikor 1859-ben megjelent Mirèiro (Mireille), Frédéric Mistral éposza, tizenkét énekben.”

## Művei
- Mirèio (1859)
- Calendau (1867)
- Coupo Santo (1867)
- Lis Isclo d’or
- Nerto, novella (1884)
- La Rèino Jano, dráma (1890)
- Lou Pouèmo dóu Rose (1897)
- Moun espelido, Memòri e Raconte (Mes mémoires) (1906)
- Discours e dicho (1906)
- La Genèsi, traducho en prouvençau (1910)
- Lis óulivado (1912)
- Lou Tresor dóu Felibrige (1878–1886), provanszál–francia szótár vagy a modern langue d'oc szótára
- Proso d’Armana (1926, 1927, 1930)

## Magyarul
- Miréio. Provençal költemény; ford. Gábor Andor; Dick, Bp., 1916
- Provánszi költők. Mistral, Roumanille, Aubanel stb. válogatott költeményeinek fordításai; ford. Holler András, előszó Birkás Géza; Kultúra Ny., Pécs, 1937

## Fordítás
- Ez a szócikk részben vagy egészben  a   Frédéric Mistral című francia Wikipédia-szócikk ezen változatának fordításán alapul.  Az eredeti cikk szerkesztőit annak laptörténete sorolja fel. Ez a jelzés csupán a megfogalmazás eredetét és a szerzői jogokat jelzi, nem szolgál a cikkben szereplő információk forrásmegjelöléseként.